# Миякэ, Сэйити
Сэйити Миякэ (яп. 三宅 精一 миякэ сэйити, 5 февраля 1926, Курасики — 10 июля 1982, Окаяма) — японский инженер и изобретатель, наиболее известен как создатель «тактильного покрытия» (также называемого «блоки Брайля», «тактильная плитка», «блоки Тэндзи»), системы текстурированного индикатора поверхности земли расположенного на тротуарах, пешеходных переходах, лестницах, платформах железнодорожных станций и остановочных пунктов, для помощи ориентации в пространстве пешеходам с нарушением зрения. Впервые она была введена 18 марта 1967 года в городе Окаяма перед государственной школой для слепых префектуры Окаяма, расположенной по адресу: район Нака, 4-16-53 Хараосима. Система, изобретённая Миякэ, была принята во многих странах мира.

## История

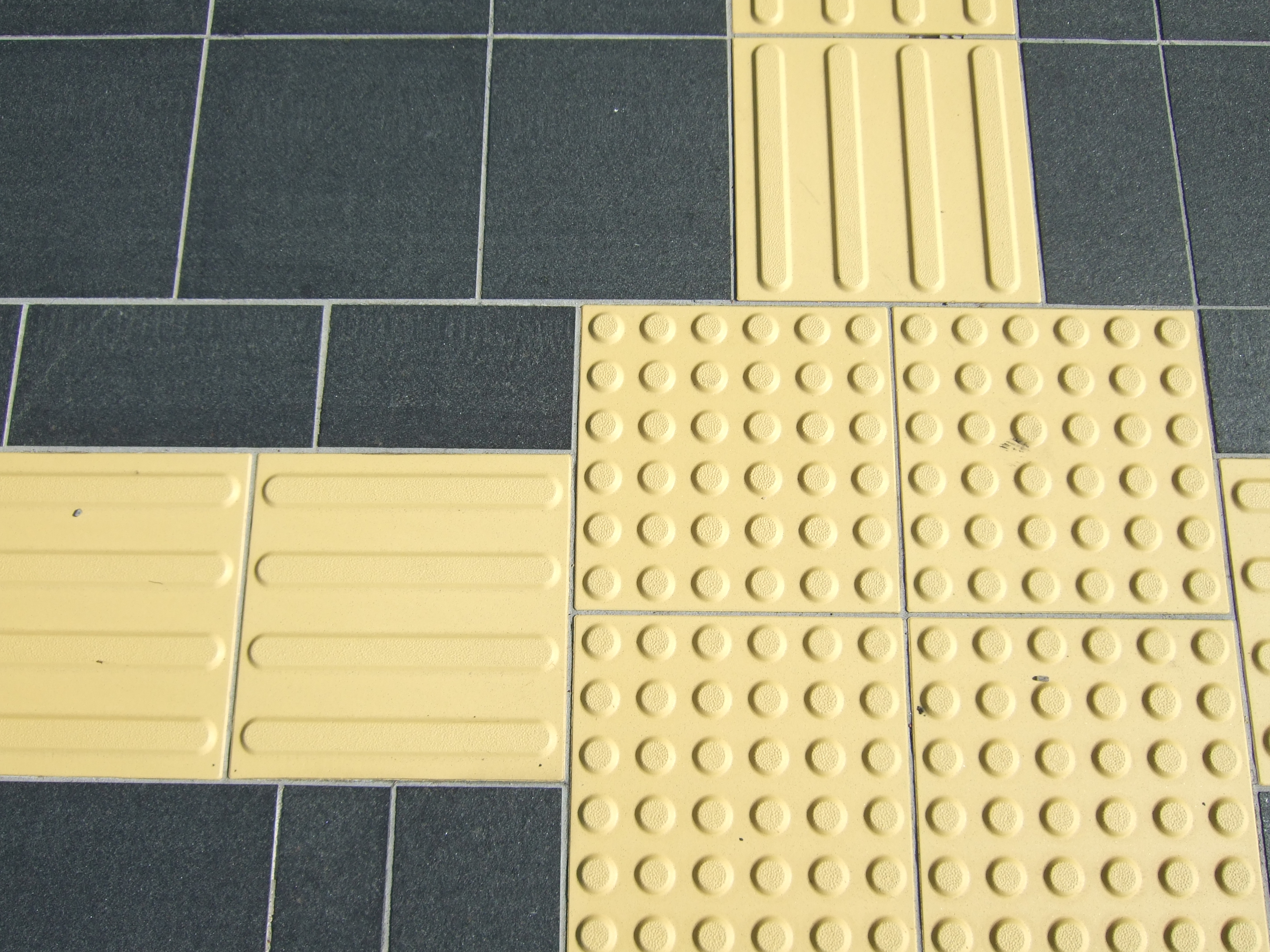
Пример двух видов тактильного покрытия с выпуклыми точками и полосами в Японии

В 1965 году Сэйити Миякэ использовал свои собственные деньги для создания первого «блока Брайля», это была плитка с узором в виде выпуклых точек и полос на поверхности, которые можно обнаружить на ощупь. Он изобрел тактильное покрытие, чтобы помочь другу, у которого начались проблемы со зрением. Выпуклые точки и линии указывают на различные условия окружающего пространства, выпуклые точки или волдыри сообщают человеку с нарушением зрения «осторожно или стоп», а длинные параллельные полосы указывают безопасный путь движения. Они также использовались для определения границы между пешеходной дорожкой и дорогой. Как правило, есть два основных типа тактильного покрытия: «линейный направляющий блок», в котором выпуклые, параллельные идущие полосы расположенные на блоке показывают направление движения, и «точечный предупреждающий блок», в котором выпуклые точки расположенные на блоке предупреждают об опасности дальнейшего движения. Кроме того, количество выступов «линейного направляющего блока» может составлять три, пять, и так далее.
Два года спустя, 18 марта 1967 года, на улице в городе Окаяма префектуры Окаяма перед государственной школой для слепых префектуры Окаяма, расположенной по адресу: район Нака, 4-16-53 Хараосима, возле японской дороги национального значения № 250 были впервые в мире установлены «блоки Брайля» для помощи ориентации в пространстве людям с нарушениями зрения. Яркий цвет «блоков Брайля» виден людям с плохим зрением и когнитивными нарушениями.
Десять лет спустя, благодаря своим преимуществам безопасности и навигации, использование тактильного покрытия стало обязательным в Японской национальной железной дороге. Тактильное покрытие быстро распространились после его принятия Японскими национальными железными дорогами. В 1985 году система была официально названа «Блоки навигации для слабовидящих» (視覚障害者誘導用).
Сэйити Миякэ умер от хронического гепатита 10 июля 1982 года.

## Награды
В 2010 году Ассоциация инвалидов по зрению префектуры Окаяма сделала 18 марта днём «блока Тэндзи». Памятник месту рождения «блока Тэндзи» был открыт на перекрестке Хародзимы в районе Нака с песней-темой Сиавасэ но киирои мити (яп. 幸せの黄色い道, жёлтая дорога счастья).
18 марта 2019 года Google Doodle удостоил его чести, создав короткую анимацию человека с белой тростью, которая перемещалась по тактильному покрытию.